# Szaitó Tosihide
Szaitó Tosihide (Sizuoka, 1973. április 20. –) japán válogatott labdarúgó, edző.
A japán válogatott tagjaként részt vett az 1998-as világbajnokságon.

## Statisztika
| Japán válogatott | Japán válogatott | Japán válogatott |
| Időszak          | Mérk.            | gól              |
| ---------------- | ---------------- | ---------------- |
| 1996             | 2                | 0                |
| 1997             | 7                | 0                |
| 1998             | 4                | 0                |
| 1999             | 4                | 0                |
| Összesen         |                  |                  |